# Jessika Muscat
Jessika Muscat, född 27 februari 1989 i Mosta, är en maltesisk sångerska. Hon representerade San Marino i Eurovision Song Contest 2018 med låten "Who We Are" tillsammans med Jennifer Brening.